# 딜베르 유누스
딜베르 유누스(위구르어: دىلبەر يۇنۇس, 1958년 10월 2일 ~ )는 중화인민공화국의 위구르족 출신의 리릭 콜로라투라 소프라노 가수이다. 벨리니와 도니체티 등의 초기 벨칸토 콜로라투라 배역들과 프랑스 오페라들에서 뛰어난 재능을 보였다. 베이징 중앙음악학원에서 성악과 오페라를 전공하였다. 위구르족 전통 음악 연주에도 능하다.